# استان کیسپیکانچی
استان کیسپیکانچی (به اسپانیایی: Provincia de Quispicanchi) یک منطقهٔ مسکونی در پرو است که در منطقه کوزکو واقع شده‌است. استان کیسپیکانچی ۷٬۵۶۴٫۷۹ کیلومتر مربع مساحت و ۸۷٬۴۳۰ نفر جمعیت دارد.